# Bourse de Bulgarie
La Bourse de Bulgarie (en bulgare : Българска фондова борса – София) est située à Sofia, la capitale de la Bulgarie.
Elle fut fondée le 15 avril 1914 avant d'être fermée par le régime communiste après la Seconde Guerre mondiale. Elle rouvrit en 1991.